# St. Katharina (Wicker)

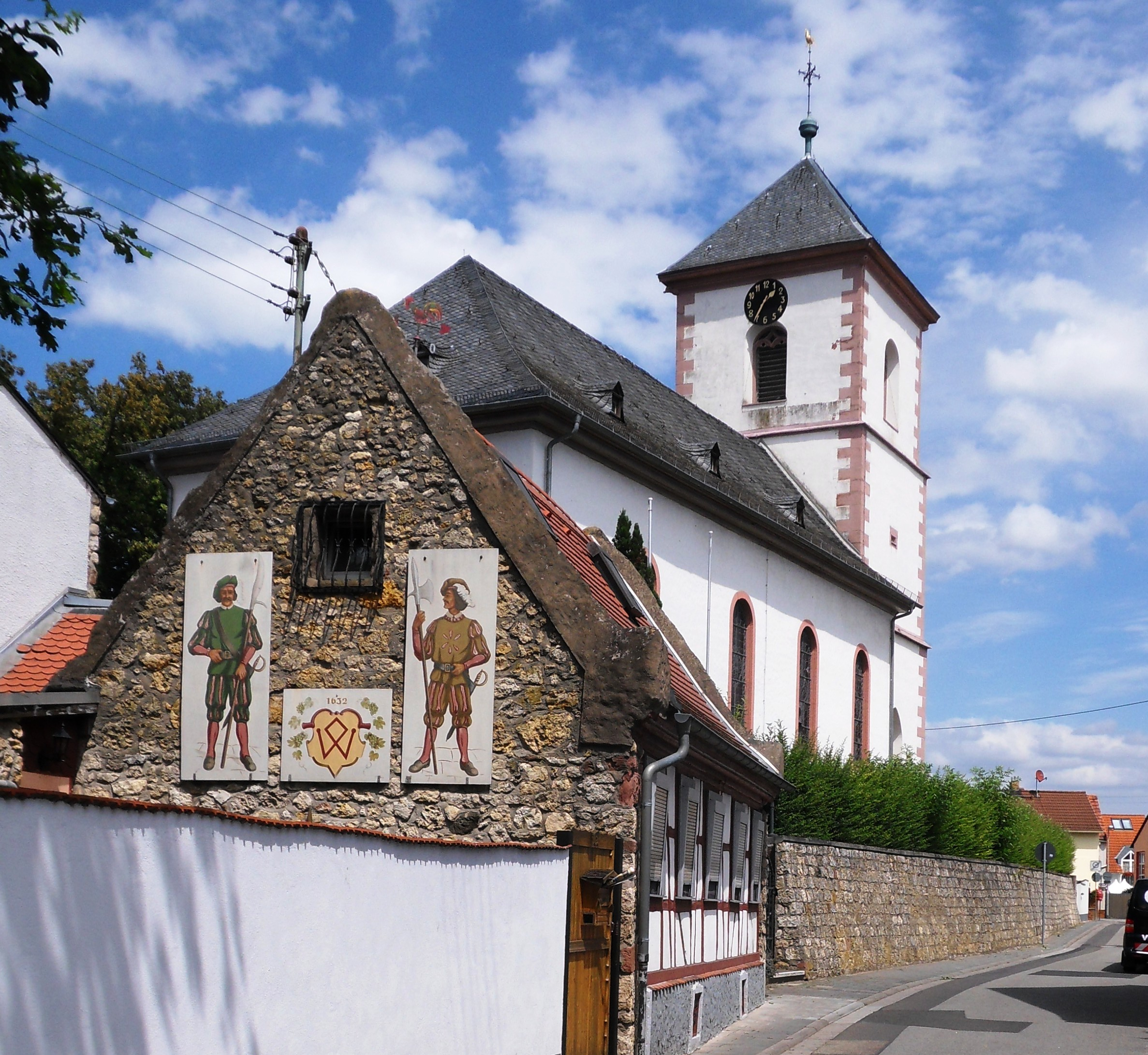
St. Katharina in Wicker

Die römisch-katholische, denkmalgeschützte Kirche St. Katharina steht im Stadtteil Wicker der Stadt Flörsheim am Main im Main-Taunus-Kreis in Hessen. Die Kirchengemeinde gehört zum Bistum Limburg. Kirchenpatronin ist die hl. Katharina von Alexandrien.

## Beschreibung
Die verputzte Saalkirche ist das Ergebnis verschiedener Bauphasen, die eine Wehrkirche des 13. Jahrhunderts überformten. Der dreigeschossige Chorturm mit Ecksteinen, schlichten Kaffgesimsen und spätgotischem Maßwerk in den rundbogigen Klangarkaden wurde um 1500 errichtet, gleichzeitig wurde im Norden die Sakristei angebaut. Das Pyramidendach erhielt der Turm erst 1814. Das mittelalterliche Gewölbe des Kirchenschiffs wurde 1814 wegen Einsturzgefahr abgetragen. Das Kirchenschiff wurde nach Westen um rund siebeneinhalb Meter verlängert, um rund drei Meter erhöht und mit Bogenfenstern versehen. 
Der Innenraum des Kirchenschiffs ist mit einem Spiegelgewölbe überspannt, der Chor mit einem spätgotischen Sterngewölbe. Zwischen Kirchenschiff und Chor befindet sich ein spitzer Triumphbogen. Auf der zweistöckigen Empore steht die Orgel im Westen. Von der Kirchenausstattung des 15. Jahrhunderts ist eine farbig gefasste Muttergottes erhalten. 
Zur Kirchenausstattung des 18. Jahrhunderts gehören die Kanzel, das Taufbecken, eine Pietà und Statuen von Heiligen. Auf dem Hochaltar ist neben der heiligen Katharina Johannes der Täufer zu sehen. Der Volksaltar aus rotem Sandstein, der Ambo und der Osterleuchter wurden bei der Restaurierung 1990 aufgestellt.